# Sociedad Deportiva Compostela
La Sociedad Deportiva Compostela  és un club de futbol de la ciutat de Santiago de Compostel·la a Galícia. Fundat el 1962, actualment juga a la Segona Divisió B, tot i que va arribar a jugar 4 temporades a Primera Divisió entre 1994 i 1998.

## Història
La Sociedad Deportiva Compostela, coneguda informalment com a "Compos", va ser fundada el 1962, i partint de Regional ascendí ràpidament a 3a Divisió, on va militar fins a 1977 quan puja a 2a divisió B. A pesar d'això, descendí a l'any següent i no la recuperaria fins a 1980. Durant sis temporades milita en 2a B, fins que es va produir un escàndol entre el president de l'època i el Pontevedra Club de Fútbol, perquè el segon no perdés la categoria, el qual acaba amb el club sense president, en tercera i gairebé amb la seva desaparició. Al final de la dècada dels 80 es va produir una reestructuració del club, que permeté que el 1990 tornés a 2ªB. A partir d'ací es va produir un ascens imparable primer a 2a Divisió després de derrotar el CD Badajoz el 1992 i finalment a 1a, el 1994, després de derrotar el Rayo Vallecano en la promoció d'ascens.
El "Compos" es va mantenir durant quatre temporades en primera divisió. Aconseguint en la temporada 95-96 el subcampionat d'hivern i mantenint-se en posicions europees durant gairebé tota la temporada, finalment acaba en 10a posició. En la Temporada 97-98 va perdre la categoria després de ser derrotat en la promoció pel Vila-real CF, moment a partir del qual, les elevades despeses per a retornar a primera i el descens de la taquilla, provocaren que l'equip anés caient en segona fins que el 2001 perdés la categoria, i tornés a 2ªB, de la qual torna a l'any següent, però a pesar de la seva bona actuació quedant en 9a posició, perdé administrativament la categoria per impagament, a l'any següent la situació s'agreujaria i baixaria esportivament a 3a i per impagament a regional.
Ha estat l'equip que més categories ha perdut en menys temps, 5 en 6 anys.
Després de diversos descensos i ascensos consecutius, l'equip es troba actualment a Tercera Divisió.

## Estadístiques
- Temporades a 1a: 4.
- Temporades a 2a: 7.
- Temporades a 2aB: 12.
- Temporades a Tercera divisió: 18.
- Temporades a Regional: 11.
- Partits jugats a 1a:  160.
- Victòries a 1a:  52.
- Empats a 1a:  45.
- Derrotes a 1a:  63.
- Millor posició a la lliga: 10è
- Gols a favor: 143
- Gols en contra: 231
- Punts aconseguits: 212
- Major victòria aconseguida: Deportivo 2 - Compostela 6 (Jornada 37, 97-98)
- Major derrota encaixada: Tenerife 6 - Compostela 0 (Jornada 1, 96-97)
- Posició històrica: 39è

## Palmarès
- Subcampió d'hivern de Primera Divisió (1): 1995-96.
- Campionat de Tercera divisió (4): 1963-64, 1979-80, 1989-90 i 2008-09.

## Jugadors destacats
- Vladimir Gudelj
- Fabiano
- William
- Daniel Baston
- Liuboslav Pènev
- Bent Christensen
- Franck Passi
- Juan Viedma
- Christopher Ohen
- Dmitri Popov
- Dmitri Radchenko
- Andoni Goikoetxea
- Lekumberri